# Chiếm đóng Nhật Bản
Chiếm đóng Nhật Bản là thời kỳ Nhật Bản bị Đồng Minh chiếm đóng chính thức sau Chiến tranh Thế giới thứ hai từ ngày 2 tháng 9 năm 1945 đến ngày 28 tháng 4 năm 1952. Sự hiện diện này của các lực lượng nước ngoài đã đánh dấu lần đầu tiên trong lịch sử Nhật Bản bị một thế lực ngoại bang chiếm đóng. Kể từ đó, Nhật Bản đã chuyển đổi sang mô hình chính quyền dân chủ và chế độ cộng hòa-tự do trên nền tảng cơ sở tôn trọng tuyệt đối các giá trị nhân quyền và bình đẳng cơ bản.
Hiệp ước San Francisco được ký kết 8 tháng 9 năm 1951 đã chấm dứt việc chiếm đóng của quân Đồng Minh do Mỹ lãnh đạo. Sau khi hiệp ước có hiệu lực ngày 28 tháng 4 năm 1952, Nhật Bản đã trở lại là một quốc gia độc lập và trở thành đồng minh của Mỹ cho đến ngày nay, trừ quần đảo Ryukyu do một chính quyền dân sự của nước Mỹ quản lý đến năm 1972 cũng như đảo Iwo Jima đến năm 1968 mới trả lại cho nước này.
Sự chiếm đóng này có codename là chiến dịch Danh sách Đen (Operation Blacklist).